# دایموند وایت
دایموند وایت (به انگلیسی: Diamond White) (زاده ۱ ژانویهٔ ۱۹۹۹) خواننده، بازیگر آمریکایی است.